# Carved into Stone
Carved into Stone ist das achte Studioalbum der amerikanischen Metal-Band Prong. Es erschien im April 2012 bei Long Branch Records/SPV.

## Entstehung
Das Album wurde mit Steve Evetts (Dillinger Escape Plan, Every Time I Die) aufgenommen. Die Stücke wurden von der Band geschrieben, die Texte schrieb Tommy Victor. Ammunition ist ein Cover von Channel Zero vom Album Feed Em With a Brick (2011). Revenge… Best Served Cold entstand in Kooperation von Victor mit Mike Longworth (Ex-Prong, Lovers Revolt). Zu dem Song wurde auch ein Musikvideo gedreht. Victor sagte, es seien die schwierigsten Aufnahmen zu einem Album gewesen, an dem er jemals beteiligt gewesen sei.

## Rezeption
Auf der Webseite Metal.de vergab der Rezensent acht von zehn Punkten. Er lobte die „fetten“ Gitarren und schrieb: „Trotz einigen Abzügen in der B-Note (nicht alle Tracks fesseln den Hörer gänzlich), verdient das Werk eine Bewertung im oberen Bereich.“ Die Band habe wieder Blut geleckt und wolle es „noch einmal wissen“. Die Seite Metalnews.de sah eine „Rückkehr zu ganz alter Form“. Die Bewertung lag bei 6,5 von sieben Punkten.
Peter Ehmann von undergrounded.de ordnete das Album als den Vorgängern ebenbürtig ein: „Wer auf die bisherigen Werke von PRONG steht, wird auch beim Kauf dieser Platte nichts falsch machen können“ (Bewertung mit 8,5 von 10 Punkten.)

## Titelliste
1. Eternal Heat
2. Keep On Living in Pain
3. Ammunition
4. Revenge… Best Served Cold
5. State of Rebellion
6. Put Myself to Sleep
7. List of Grievances
8. Carved into Stone
9. Subtract
10. Path of Least Resistance
11. Reinvestigate